# Thymiaterion

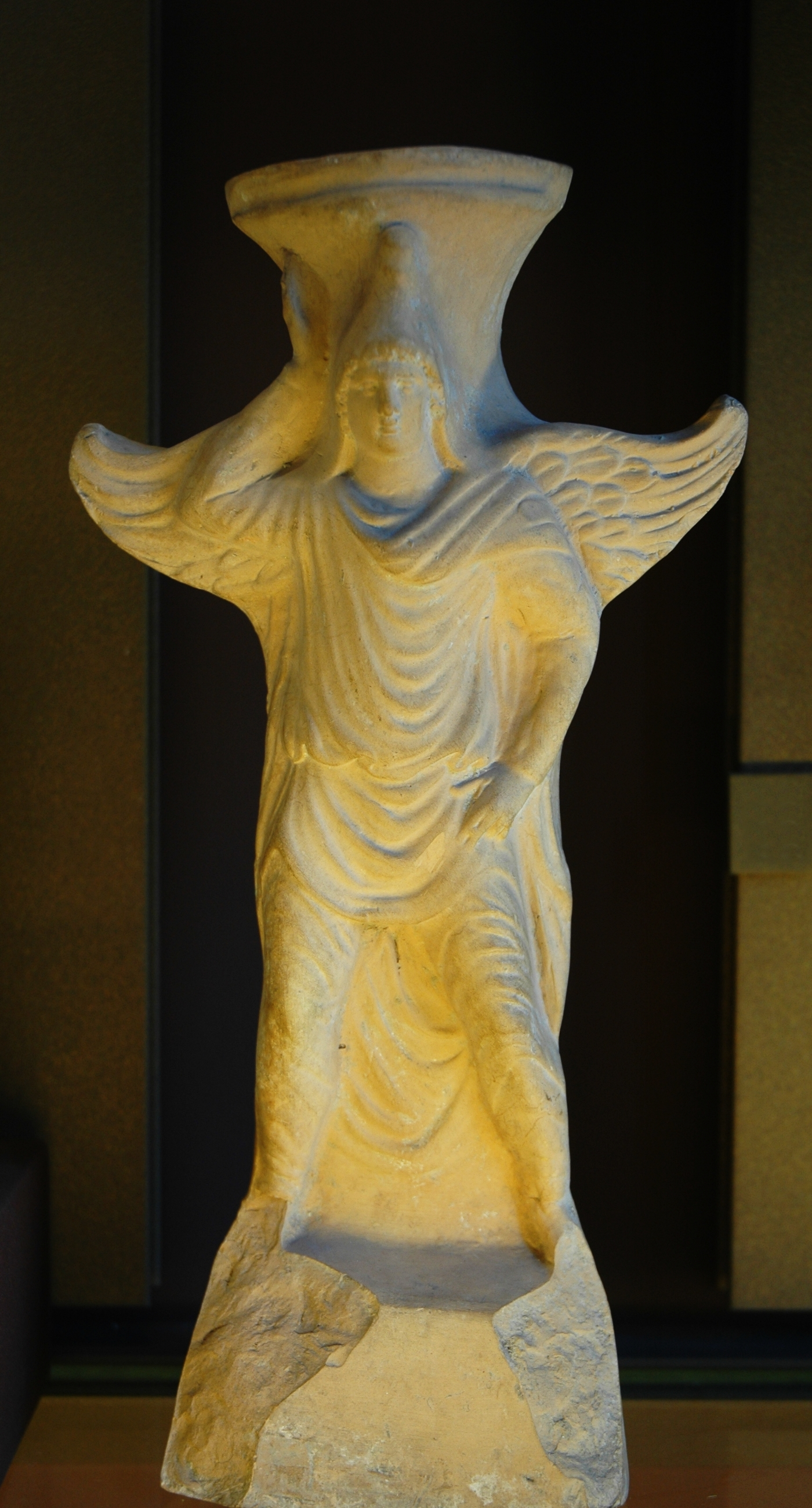
Thymiatérion di Tarso rappresentante il dio Attis (Louvre).

Thymiatérion, letteralmente: "incensiere", "altare per l'incenso" (dal greco antico θυμιατήριον e da  θυμιάειν thymiaein "suffumicare"; plurale thymiateria) è un bruciatore d'incenso.

## Origini
Il Thymiatérion è di origine babilonese-assira. Prima di essere largamente impiegato in ambito greco e romano, fu molto diffuso in: Egitto, Mesopotamia, Siria, Palestina e Fenicia. 
Molto probabilmente giunse a queste popolazioni attraverso Cipro. Sacrifici d'incenso e altari incensati appartengono specialmente al culto di Afrodite e di Adone; infatti l'incenso viene menzionato per la prima volta in quella poesia di Saffo, che rievoca l'epifania della dea nel suo sacro bosco di meli e rose, fra rami tremuli e altari che emanano vapori d'incenso. In seguito 'l'uso dell'incenso si diffuse un po' ovunque: spargere un granello d'incenso sulla fiamma è l'atto sacrificale più semplice e più diffuso, oltre che il più a buon mercato'.

## Utilizzo
Utilizzato come recipiente per bruciare grani di incenso e come dono votivo nei luoghi di culto, il thymiaterion esalava fumi ed essenze durante le cerimonie sacre che miravano a creare un collegamento ideale tra il mondo umano e quello divino. Poteva essere fisso a vaschetta con sostegno oppure mobile a forma di scatola con coperchio forato o ancora sospeso con catenelle.